# Kamina
Kamina è una città della Repubblica Democratica del Congo, capoluogo della Provincia dell'Alto Lomami.
Già Kaminaville, la città è sede dell'Università di Kamina, fondata il 1º ottobre 2004, e costituisce un importante nodo ferroviario congolese con tre linee in arrivo da nord, ovest e sud-est. La città dispone anche di due aeroporti, uno civile e uno militare: quest'ultimo, costruito dai belgi dopo la seconda guerra mondiale, costituisce una importante base militare delle forze armate congolesi (Armée Nationale Congolaise).